# Satisfaction (série télévisée, 2007)
Cet article concerne la série télévisée australienne. Pour la série télévisée canadienne, voir Satisfaction.
Pour les articles homonymes, voir Satisfaction (homonymie).
Satisfaction est une série télévisée australienne en trente épisodes de 45 minutes créée par Roger Simpson et diffusée entre le 5 décembre 2007 et le 9 février 2010 sur Showcase.
Au Québec, la série est diffusée à partir du 5 septembre 2009 à Super Écran puis rediffusée à partir du 3 septembre 2011 sur Séries+ ; et en France, depuis le 6 septembre 2009 sur Paris Première. Elle reste inédite dans les autres pays francophones.

## Synopsis
L'histoire suit la vie quotidienne de cinq prostituées et de leur manager au sein d'une maison close de grand luxe, le 232, située à Melbourne, en Australie (la prostitution organisée est légale dans ce pays). Ce sont des prostituées aux motivations complexes, originaires de milieux différents : l'une est mère-célibataire et tente de cacher sa profession à sa fille, l'autre est pourtant une jeune femme amoureuse mais traverse une crise existentielle, une troisième est lesbienne et s'occupe d'un homme d'affaires dont l'obsession est d'être traité comme un bébé, une autre est fraîchement divorcée est se découvre un talent pour la prostitution et enfin la dernière, la plus jeune, est étudiante en lettres et travaille à côté pour gagner sa vie mais aussi pour vivre de nouvelles expériences sensuelles. D'autres personnages apparaissent tout au long de l'histoire et on découvre également leurs récits, d'un épisode à l'autre.

## Fiche technique

### Version française
- Société de doublage : Dubbing Brothers de Belgique
- Direction artistique : Alice Ley et Géraldine Frippiat (S1-2), Ioanna Gkizas (S3)
- Adaptation des dialogues : Daniel Danglard, Sébastien Charron & Laurence Fattelay
- Enregistrement et mixage : Marc Lacroix & Christophe Bernard

Source et légende : version française (VF) sur DSD Doublage

## Distribution

### Acteurs principaux
- Diana Glenn (en) (VFB : Véronique Biefnot) : Chloé (saisons 1 et 2)
- Kestie Morassi (en) (VFB : Maïa Baran) : Natalie
- Bojana Novakovic (VFB : Audrey d'Hulstère) : Tippi (saisons 1 et 2)
- Peta Sergeant (VFB : Valérie Muzzi) : Heather (saisons 1 et 2)
- Madeleine West (en) (VFB : France Bastoen) : Mel
- Dustin Clare (VFB : Maxime Donnay) : Sean (saisons 2 et 3)
- Alison Whyte (en) (VFB : Guylène Gibert) : Lauren
- Camille Keenan (en) (VFB : Mélanie Dermont) : Amy (saison 3)
- Renai Caruso (en) (VFB : Nathalie Hugo) : Tess (saison 3)

### Acteurs récurrents
- Robert Mammone (VFB : Martin Spinhayer) : Nick (saison 1)
- Sullivan Stapleton (VFB : Mathieu Moreau) : Josh (saisons 1 et 2)
- Nicholas Bell (en) (VFB : Michel Hinderyckx) : Alex (saisons 1 et 2)
- Jacki Weaver (VFB : Francine Laffineuse) : Gillian (saison 2)
- Liam Hemsworth : Marc (saison 2)
- Robert Taylor (VFB : Robert Guilmard) : John McCoy (saison 3)

### Acteurs secondaires
- Rebecca Moore (VFB : Laetitia Liénart) : Bonnie (saison 1)
- Bruce Alexander (VFB : Lionel Bourguet) : Achilles (saison 1)
- David Roberts (VFB : Erwin Grünspan) : Tim (saison 1)
- Yesse Spence (VFB : Sophie Landresse) : Ally (saison 1)
- Kristie Jandric (en) (VFB : Alice Ley) : Rosie (saison 1)
- Jason Chong (en) (VFB : Xavier Percy) : Peter Yuan (saison 1)
- Tony Poli (VFB : Patrick Donnay) : Reuben (saison 1)
- Ngaire Dawn Fair (VFB : Claire Tefnin) : Erin (saison 3)
- Kate Jenkinson (VFB : Marielle Ostrowski) : Jemima (saison 3)
- Nathaniel Dean (VFB : Yvan Reekmans) :  Gus (saison 3)
- Peter Curtin (VFB : François Mairet) : Dr. De Courcy (saison 3)
- Jeremy Stanford (VFB : Olivier Bony) : Turnball (saison 3)

## Épisodes

### Première saison (2007-2008)
1. Tous en scène (Running Girl)
2. Sexe, Drogue et Rock'n'Roll (Mrs Hyde)
3. Une simple graine (Jizz)
4. L’Éveil des sens (Lauren Rising)
5. Bas les masques (Truth)
6. À la recherche du temps perdu (Family)
7. Plastique érotique (Rubber Dubber)
8. Le Plaisir des yeux (Zipless)
9. Brebis égarée (Paying for It)
10. Ce que veulent les femmes (Slaying the Goat)

### Deuxième saison (2008-2009)
1. Les Gardiennes du temple (Last Look)
2. Fantasmes (Pony Girl)
3. Escort Boy (What Do You Love)
4. Une petite berceuse (Playground)
5. L'Adieu (A Good Eye for Shoes)
6. Le Troisième Élément (Gene Therapy)
7. Instincts animaux (All These Monkeys)
8. Un cyclone nommé Chloé (Cyclone Chloe)
9. Le Démon de midi (Apples)
10. Laisser parler son cœur (Split Kisses)

### Troisième saison (2009-2010)
La troisième saison a été diffusée en Australie du 8 décembre 2009 au 9 février 2010.
1. Une Amy qui vous veut du bien (Amy)
2. Une nouvelle ho'Tess (Tess)
3. Entre chienne et louve (Out of Tune)
4. L'Envol (Sheik Your Booty)
5. Objets de désir (Non Standard Package)
6. Le Bien et le Mal (Staples, Guns and Roses)
7. Jeux interdits (Playthings)
8. Renaissance (Not Vanilla)
9. La Petite Bête qui monte (Bug Crush)
10. Des vies à sauver (Lifesavers)

## Commentaires
Le 31 décembre 2010, la chaîne australienne a annulé la série.